# Eusymmerus pseudoculata
Eusymmerus pseudoculata är en kräftdjursart som först beskrevs av David R. Boone 1923.  Eusymmerus pseudoculata ingår i släktet Eusymmerus och familjen tånglöss. Inga underarter finns listade i Catalogue of Life.